# Ministère des Transports et de la Mobilité durable
Pour les articles homonymes, voir Ministère des Transports.
Le ministère des Transports et de la Mobilité durable est responsable des politiques relatives aux systèmes de transport et à la voirie.

## Historique
Le ministère des Transports (MTQ) est constitué le 12 décembre 1969 lorsque le ministère des Transports et des Communications est scindé en deux,. Le ministère absorbe ensuite le ministère de la Voirie le 1er avril 1973,.
En 1980 le Bureau des véhicules automobiles est fusionné dans la Régie de l'assurance automobile du Québec qui passe sous la responsabilité du MTQ.
En janvier 1983 le MTQ récupère la responsabilité de la gestion des autoroutes de l'Office des autoroutes du Québec. Le MTQ gérait déjà directement les projets de création ou prolongement d'autoroutes depuis 1969.
Entre mars 2004 et octobre 2009, plusieurs firmes d'ingénierie, dont Dessau, BPR et SNC-Lavalin, participent à un « comité de concertation » du MTQ où est effectuée la « planification stratégique des travaux du ministère ».
En 2007, le ministère des Transports emploie 6 701 personnes, dont 625 ingénieurs, ce qui en fait le 5e plus important employeur d'ingénieur au Québec. Cette même année, le ministère opère avec un budget de 2,8 milliards de dollars canadiens.
Le 20 septembre 2012, Pauline Marois, nouvellement élue à la tête d'un gouvernement minoritaire, nomme Sylvain Gaudreault à la tête du ministère des Transports en plus de celui des Affaires municipales et lui confie le mandat de transformer le MTQ en agence (d'une manière similaire à Revenu Québec qui a été transformé en agence un an plus tôt). Le projet est réitéré en 2013 lorsque le ministre parle de transformer pour partie le MTQ en « Agence des transports ». Cette agence, qui ne serait pas soumise aux règles de la fonction publique pour faciliter la gestion des ressources humaines, serait chargée de réaliser les travaux alors que le MTQ se chargerait seulement de fixer les grandes orientations, les lois et règlements.
La transformation en agence vise selon le ministre à « dépolitiser [et] décentraliser » la gestion des infrastructures routières du Québec. Le projet est cependant critiqué par la Coalition avenir Québec, pour qui la nouvelle agence nuirait à la « transparence et à l'intégrité » et indique vouloir voter contre le projet de loi 68 déposé par Sylvain Gaudreault le 4 décembre 2013. Cette loi aurait institué une Agence des infrastructures de transports du Québec qui aurait obtenu la responsabilité de la gestion des infrastructures routières auparavant gérées par le MTQ,. Ce projet de loi meurt au feuilleton lorsque la législature est dissoute le 5 mars 2014.
Du 28 janvier 2016 au 18 octobre 2018 le ministère change de nom pour la première fois depuis 1970 et devient le « Ministère des Transports, de la Mobilité durable et de l'Électrification des transports » (MTMDET). Le ministère retrouve son nom initial lorsque le Gouvernement Legault est formé en octobre 2018 puis est renommé « Ministère des Transports et de la Mobilité durable » après les élections générales de 2022.
Le projet de création d'une nouvelle agence reprenant la majorité des responsabilités du ministère est relancé en 2023, après que le Parti québécois ait déposé un projet de loi en ce sens en 2021. Le premier ministre François Legault annonce que le périmètre de l'agence pourrait être limité aux seuls transports collectifs.

### Identité visuelle (logotype)

Logo du ministère des Transports jusqu'en 1999.
Logo du ministère des Transports de 1999 à juin 2001.
Logo du ministère des Transports de juin 2001 à janvier 2016 et de octobre 2018 à octobre 2022.
Logo du ministère des Transports, de la Mobilité durable et de l'Électrification des transports de janvier 2016 à octobre 2018.
Logo du ministère des Transports et de la Mobilité durable depuis octobre 2022.

## Liste des ministres

### Avant la création du ministère des Transports

#### Commissaires des Chemins de fer (1880-1886)
- Joseph-Adolphe Chapleau (parti conservateur), 10 octobre 1880
- John Jones Ross (intérim), 5 juillet 1881
- William Warren Lynch (cons.), 30 juin 1882
- Henry Starnes, 1er août 1882
- Edmund James Flynn (cons.), 11 février 1884

Le poste de commissaire des chemins de fer est aboli le 27 juillet 1886.

#### Ministres des Transports et des Communications (1954-1970)
Le ministère des Transports et des Communications est créé le 27 novembre 1952.
- Antoine Rivard (UN), 30 juin 1954
- Gérard Cournoyer (lib.), 5 juillet 1960
- Marie-Claire Kirkland-Casgrain (lib.), 25 novembre 1964
- Fernand Lizotte (UN), 16 juin 1966

### Depuis la création du ministère des Transports
Le ministère des Transports est créé le 12 décembre 1969.
| Ministre                                                                               | Ministre                | Parti                   | Début                   | Fin                     | Cabinet        |
| -------------------------------------------------------------------------------------- | ----------------------- | ----------------------- | ----------------------- | ----------------------- | -------------- |
| Ministre des Transports                                                                | Ministre des Transports | Ministre des Transports | Ministre des Transports | Ministre des Transports | Bertrand       |
|                                                                                        | Fernand Lizotte         | Union nationale         | 21 janvier 1970         | 12 mai 1970             | Bertrand       |
|                                                                                        | Georges-Émery Tremblay  | Libéral                 | 12 mai 1970             | 25 novembre 1971        | Bourassa (1)   |
|                                                                                        | Bernard Pinard          | Libéral                 | 25 novembre 1971        | 1er avril 1973          | Bourassa (1)   |
| Fusion avec le ministère de la Voirie (1er avril 1973)                                 |                         |                         |                         |                         | Bourassa (1)   |
|                                                                                        | Bernard Pinard          | Libéral                 | 1er avril 1973          | 13 novembre 1973        | Bourassa (1)   |
|                                                                                        | Raymond Mailloux        | Libéral                 | 13 novembre 1973        | 26 novembre 1976        | Bourassa (1)   |
|                                                                                        | Lucien Lessard          | Parti québécois         | 26 novembre 1976        | 21 septembre 1979       | Lévesque       |
|                                                                                        | Denis de Belleval       | Parti québécois         | 21 septembre 1979       | 30 avril 1981           | Lévesque       |
|                                                                                        | Michel Clair            | Parti québécois         | 30 avril 1981           | 5 mars 1984             | Lévesque       |
|                                                                                        | Jacques Léonard         | Parti québécois         | 5 mars 1984             | 27 novembre 1984        | Lévesque       |
|                                                                                        | Guy Tardif              | Parti québécois         | 27 novembre 1984        | 16 octobre 1985         | Lévesque       |
| 16 octobre 1985                                                                        | Guy Tardif              | Parti québécois         | 12 décembre 1985        | P.M. Johnson            |                |
|                                                                                        | Marc-Yvan Côté          | Libéral                 | 12 décembre 1985        | 11 octobre 1989         | Bourassa (2)   |
|                                                                                        | Sam Elkas               | Libéral                 | 11 octobre 1989         | 11 janvier 1994         | Bourassa (2)   |
|                                                                                        | Normand Cherry          | Libéral                 | 11 janvier 1994         | 26 septembre 1994       | Johnson (fils) |
|                                                                                        | Jacques Léonard         | Parti québécois         | 26 septembre 1994       | 3 novembre 1995         | Parizeau       |
|                                                                                        | Jean Campeau            | Parti québécois         | 3 novembre 1995         | 29 janvier 1996         | Parizeau       |
|                                                                                        | Jacques Brassard        | Parti québécois         | 29 janvier 1996         | 15 décembre 1998        | Bouchard       |
|                                                                                        | Guy Chevrette           | Parti québécois         | 15 décembre 1998        | 8 mars 2001             | Bouchard       |
| 8 mars 2001                                                                            | Guy Chevrette           | Parti québécois         | 30 janvier 2002         | Landry                  |                |
|                                                                                        | Serge Ménard            | Parti québécois         | 30 janvier 2002         | Landry                  | 29 avril 2003  |
|                                                                                        | Yvon Marcoux            | Libéral                 | 29 avril 2003           | 18 février 2005         | Charest        |
|                                                                                        | Michel Després          | Libéral                 | 18 février 2005         | 18 avril 2007           | Charest        |
|                                                                                        | Julie Boulet            | Libéral                 | 18 avril 2007           | 11 août 2010            | Charest        |
|                                                                                        | Sam Hamad               | Libéral                 | 11 août 2010            | 7 septembre 2011        | Charest        |
|                                                                                        | Pierre Moreau           | Libéral                 | 7 septembre 2011        | 19 septembre 2012       | Charest        |
|                                                                                        | Sylvain Gaudreault      | Parti québécois         | 19 septembre 2012       | 23 avril 2014           | Marois         |
|                                                                                        | Robert Poëti            | Libéral                 | 23 avril 2014           | 28 janvier 2016         | Couillard      |
| Ministre des Transports, de la Mobilité durable et de l'Électrification des transports |                         |                         |                         |                         | Couillard      |
|                                                                                        | Jacques Daoust          | Libéral                 | 28 janvier 2016         | 19 août 2016            | Couillard      |
|                                                                                        | Laurent Lessard         | Libéral                 | 19 août 2016            | 11 octobre 2017         | Couillard      |
|                                                                                        | André Fortin            | Libéral                 | 11 octobre 2017         | 18 octobre 2018         | Couillard      |
| Ministre des Transports                                                                | Ministre des Transports | Ministre des Transports | Ministre des Transports | Ministre des Transports | Legault        |
|                                                                                        | François Bonnardel      | Coalition avenir        | 18 octobre 2018         | 20 octobre 2022         | Legault        |
| Ministre des Transports et de la Mobilité durable                                      |                         |                         |                         |                         | Legault        |
|                                                                                        | Geneviève Guilbault     | Coalition avenir        | 20 octobre 2022         | En fonction             | Legault        |

#### Ministres délégués et responsables
| Titulaire Parti                                                              | Titulaire Parti                                                              | Début                                                                        | Fin                                                                          | Cabinet        |
| ---------------------------------------------------------------------------- | ---------------------------------------------------------------------------- | ---------------------------------------------------------------------------- | ---------------------------------------------------------------------------- | -------------- |
| Ministre délégué aux Transports                                              | Ministre délégué aux Transports                                              | Ministre délégué aux Transports                                              | Ministre délégué aux Transports                                              | Bourassa (2)   |
|                                                                              | Yvon Vallières Libéral                                                       | 11 octobre 1989                                                              | 5 octobre 1990                                                               | Bourassa (2)   |
|                                                                              | Robert Middlemiss Libéral                                                    | 5 octobre 1990                                                               | 11 janvier 1994                                                              | Bourassa (2)   |
|                                                                              | Gaston Blackburn Libéral                                                     | 11 janvier 1994                                                              | 26 septembre 1994                                                            | Johnson (fils) |
| Pas de titulaire distinct                                                    | Pas de titulaire distinct                                                    | 26 septembre 1994                                                            | 29 janvier 1996                                                              | Parizeau       |
| Pas de titulaire distinct                                                    | Pas de titulaire distinct                                                    | 29 janvier 1996                                                              | 15 décembre 1998                                                             | Bouchard       |
|                                                                              | Jacques Baril Parti québécois                                                | 15 décembre 1998                                                             | 8 mars 2001                                                                  | Bouchard       |
| Ministre délégué aux Transports et à la Politique maritime                   | Ministre délégué aux Transports et à la Politique maritime                   | Ministre délégué aux Transports et à la Politique maritime                   | Ministre délégué aux Transports et à la Politique maritime                   | Landry         |
|                                                                              | Jacques Baril Parti québécois                                                | 8 mars 2001                                                                  | 29 avril 2003                                                                | Landry         |
| Pas de titulaire distinct                                                    | Pas de titulaire distinct                                                    | 29 avril 2003                                                                | 10 septembre 2003                                                            | Charest        |
| Ministre délégué aux Transports                                              |                                                                              |                                                                              |                                                                              | Charest        |
|                                                                              | Julie Boulet Libéral                                                         | 10 septembre 2003                                                            | 18 avril 2007                                                                | Charest        |
| Pas de titulaire distinct                                                    | Pas de titulaire distinct                                                    | 18 avril 2007                                                                | 18 décembre 2008                                                             | Charest        |
|                                                                              | Norman MacMillan Libéral                                                     | 18 décembre 2008                                                             | 19 septembre 2012                                                            | Charest        |
| Pas de titulaire distinct                                                    | Pas de titulaire distinct                                                    | 19 septembre 2012                                                            | 23 avril 2014                                                                | Marois         |
| Ministre délégué aux Transports et à l'Implantation de la stratégie maritime | Ministre délégué aux Transports et à l'Implantation de la stratégie maritime | Ministre délégué aux Transports et à l'Implantation de la stratégie maritime | Ministre délégué aux Transports et à l'Implantation de la stratégie maritime | Couillard      |
|                                                                              | Jean D'Amour Libéral                                                         | 23 avril 2014                                                                | 28 janvier 2016                                                              | Couillard      |
| Pas de titulaire distinct                                                    | Pas de titulaire distinct                                                    | 28 janvier 2016                                                              | 11 octobre 2017                                                              | Couillard      |
| Ministre délégué aux Transports                                              |                                                                              |                                                                              |                                                                              | Couillard      |
|                                                                              | Véronyque Tremblay Libéral                                                   | 11 octobre 2017                                                              | 18 octobre 2018                                                              | Couillard      |
|                                                                              | Chantal Rouleau Coalition avenir                                             | 18 octobre 2018                                                              | 20 octobre 2022                                                              | Legault        |
| Pas de titulaire distinct                                                    | Pas de titulaire distinct                                                    | Depuis le 20 octobre 2022                                                    | Depuis le 20 octobre 2022                                                    | Legault        |

## Organismes et sociétés d'État rattachés au ministère
- Commission des transports du Québec (CTQ)
- Société de l'assurance automobile du Québec (SAAQ)
- Société des traversiers du Québec (STQ)
- Autorité régionale de transport métropolitain (ARTM)